# Cláudio Paiva
Cláudio de Souza Paiva (Carangola, 6 de junho de 1945) é um cartunista e um dos mais consagrados roteiristas de programas de humor brasileiro. Foi roteirista de programas de sucesso como TV Pirata, Sai de Baixo e  A Grande Família. Escreveu para o Fantástico e A Comédia da Vida Privada. Criou as séries Tapas & Beijos, Chapa Quente e Cine Holliúdy.
Em 1984, criou o tabloide mensal de humor O Planeta Diário, ao lado de Reinaldo e Hubert; como parte da equipe do Planeta, foi co-autor da coluna de Perry White na Folha de S.Paulo (as melhores colunas foram reunidas em 1986 no livro Apelo à razão). Permaneceu na equipe até 1988, quando passou a se dedicar aos roteiros do TV Pirata; Hubert e Reinaldo seguiriam no jornal e no grupo Casseta & Planeta. Depois do sucesso do TV Pirata, Paiva fez a redação final dos programas Sai de Baixo e A Grande Família.